# Vuilbeek (Brussel)

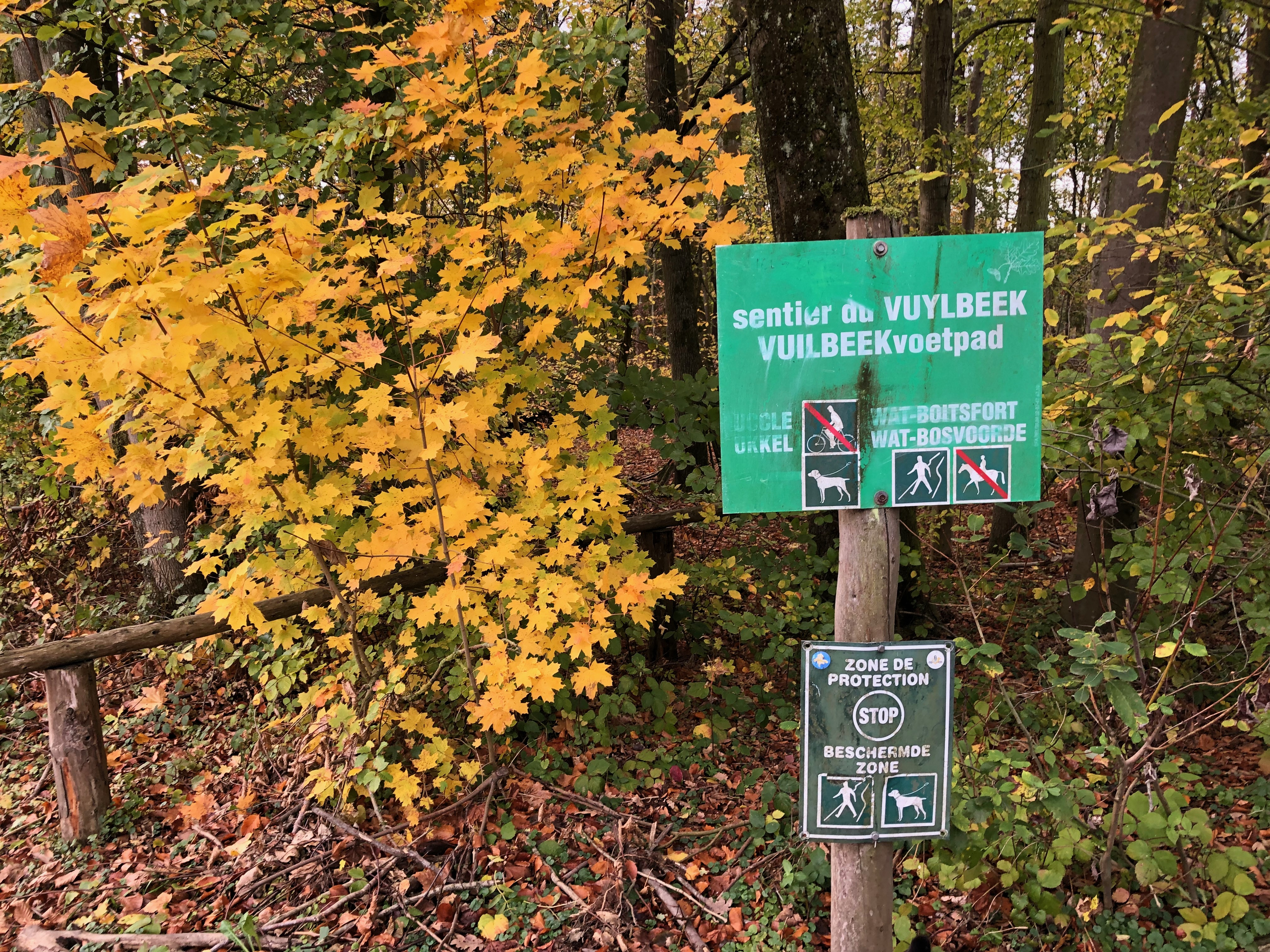
Vuilbeekpad, aan de oevers van de Vuilbeek

De Vuilbeek (Frans: Le Vuylbeek) is een beek in het Brussels Hoofdstedelijk Gewest die ontspringt in het Zoniënwoud te Ukkel. Samen met de Karregatbeek en de Zwanewijdebeek vormt zij een bron van de Woluwe, waarin zij te Watermaal-Bosvoorde uitmondt op een hoogte van ongeveer 70 meter. Deze waterloop dient niet verward te worden met de Vuilbeek die door Wezembeek-Oppem en Kraainem loopt.

## Vallei
De Vuilbeek ontspringt in het het Zoniënwoud en is een Regenrivier. Hier stroomt ze door het Vuilbeekdal, een natuurreservaat in het woud dat ook verschillende vijvers gevoed door de Vuilbeek bevat . Langsheen de hele loop van de Vuilbeek loopt het Vuilbeekpad, een wandelroute. 